# Marek Jan Malinowski
Marek Jan Malinowski (Marek J. Malinowski) (ur. w 1938) – polski afrykanista, profesor, autor licznych książek.
Dyrektor Instytutu Politologii na Uniwersytecie Gdańskim. Odznaczony Krzyżem Oficerskim Orderu Odrodzenia Polski (2004).

## Książki
- Geneza i reperkusje międzynarodowe kryzysu rodezyjskiego (1966)
- Kryzys rodezyjski (1975)
- Zimbabwe u wrót niepodległości (1980)
- Trudna droga Namibii do niepodległości (1981)
- Białe mocarstwo Czarnego Lądu (1986)
- Cień Marsa nad Czarnym Lądem (1986)
- Ideologie afrykańskie 1945-1985 (1986)
- Rozwój atomistyki na Czarnym Lądzie (1988)
- Republika Południowej Afryki: przemiany wewnętrzne i ich międzynarodowe uwarunkowania (1988)
- Namibia, perspektywy pokoju i niepodległości (1989)